# تريفور باري
تريفور باري (بالإنجليزية: Trevor Barry) هو منافس ألعاب قوى باهاماسي، ولد في 14 يونيو 1983 في ناساو في باهاماس.

## وصلات خارجية
- تريفور باري على موقع الاتحاد الدولي لألعاب القوى (الإنجليزية)
- تريفور باري على موقع الدوري الماسي (الإنجليزية)
- تريفور باري على موقع اللجنة الأولمبية الدولية (الإنجليزية)
- تريفور باري على موقع أوليمبيديا (الإنجليزية)
- تريفور باري على موقع اتحاد ألعاب الكومنولث (مؤرشف) (الإنجليزية)